# Ruth Steinegger

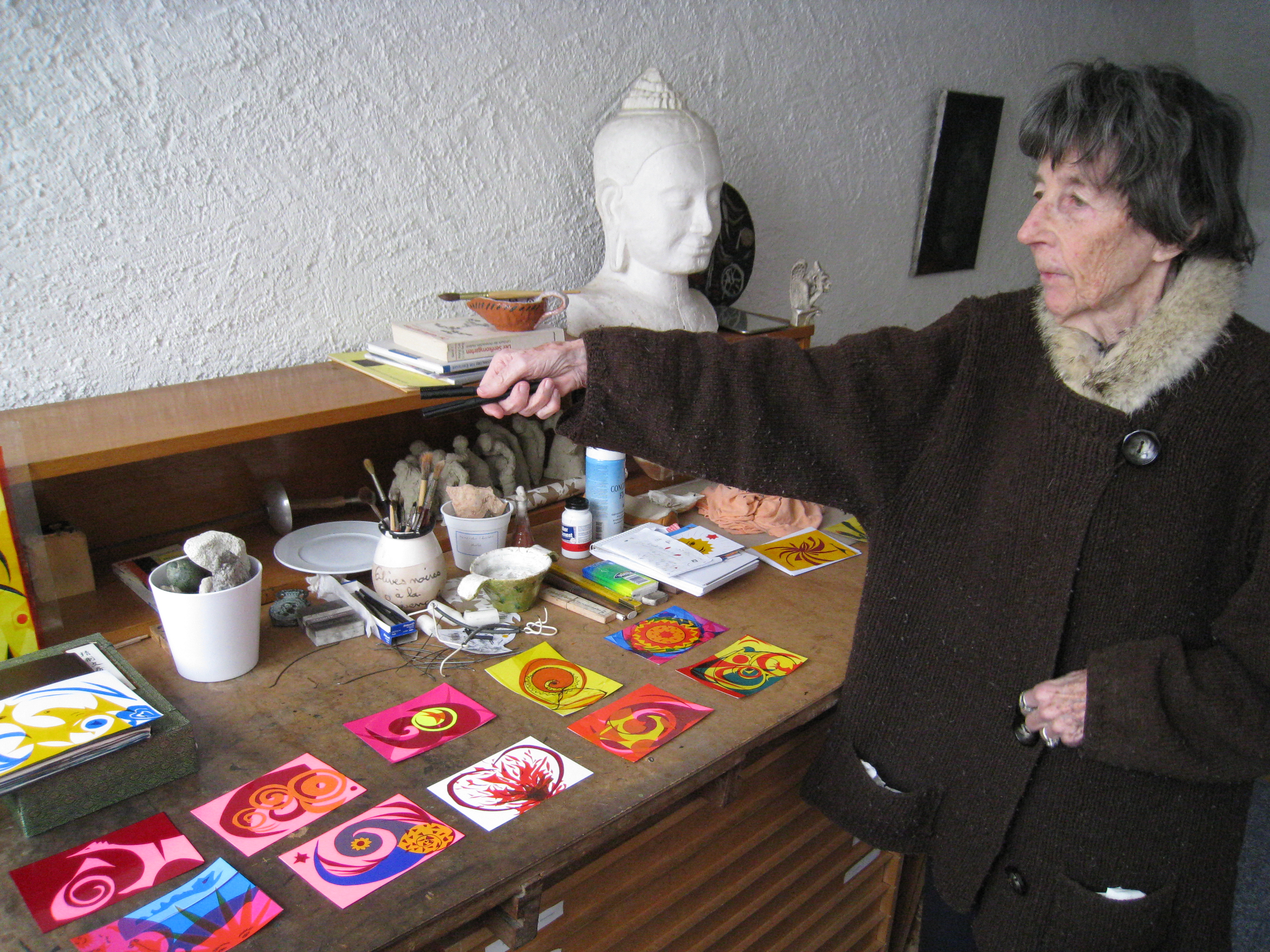
Ruth Steinegger in ihrem Atelier in Freienstein ZH, 2010

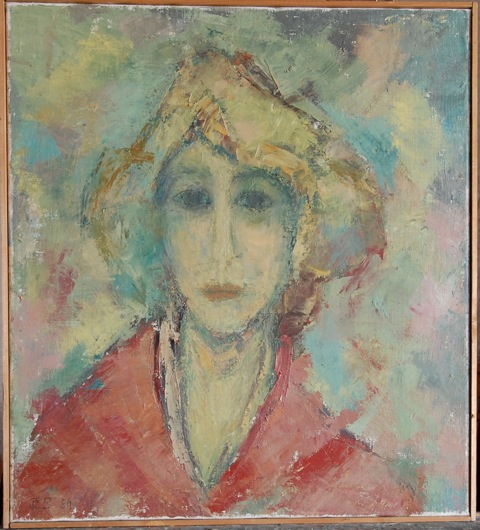
Ruth Steinegger: Selbstporträt, 1984

Ruth Steinegger (* 26. Mai 1917 in Winterthur; † 12. März 2012 in Embrach ZH) war eine Schweizer Journalistin und expressionistische Malerin.

## Leben und Wirken
Ruth Steinegger wuchs in Schaffhausen auf. Sie verbrachte Sprachaufenthalte in Florenz und Venedig sowie in England. Mit ihrem Ehemann, dem Kaufmann Friedrich Germann, zog sie in die Innerschweiz. In Zug und seit 1953 in Luzern betätigte sie sich nach ihrer Scheidung als Journalistin und Redaktorin. Auch besuchte sie die Kunstgewerbeschule Luzern, wo Werner Andermatt, Leopold Haefliger und Max von Moos ihre Lehrer wurden.
Ihren Brotberuf begann sie als freie Journalistin und arbeitete für lokale Zeitungen, machte Interviews und Reportagen, schrieb Konzertkritiken, Marktberichte und Feuilletons. Viele Artikel illustrierte sie mit eigenen Zeichnungen. Für das Kasperlitheater ihrer Kinder verfasste sie Stücke, für Radio DRS schrieb sie Hörspiele und von 1966 bis 1984 Plaudereien Dur d’Wuche dure. Sie wurde Redaktorin unter anderem beim Schweizer Frauenblatt. 1968 wechselte sie nach Zürich, wo sie Firmenzeitschriften redigierte. Von 1975 bis zur Pensionierung 1980 war sie Redaktorin der Thurgauer Volkszeitung. Mitarbeiterin war sie auch an Meyers Modeblatt, wo von 1987 bis 1996 ihre Vorworte sowie die Gedanken zur Woche gutes Echo hatten.
Auf ihren Reisen nach Südeuropa (Misox und Tessin, Italien, Südfrankreich, Dalmatien und Kreta) fand sie Anregungen zum Malen und Zeichnen, die ihr lebenslang Motive boten. Seit 1969 verfügte sie über ein Haus mit Atelier in Freienstein ZH, wo sie neben der Ölmalerei auf Leinwand und Zeichnen auf Papier auch mit Ton und Textilien arbeitete. Stilistisch bewegte sie sich in einem sozial engagierten Expressionismus mit tiefenpsychologischem Hintergrund.
Langjährige Freundschaften verband sie mit Künstlern wie János Hajnal in Rom und Arnold Kübler und mit der Utrechter Universitätsprofessorin und Schriftstellerin Hélène Nolthenius (1920–2000). Als Mitglied der Künstlervereinigung Zürich hatte sie oft Gelegenheit, ihre Werke zu zeigen, und ihre Bilder fanden viele Käufer.
Das Museum zu Allerheiligen Schaffhausen verwahrt einige ihrer Ölbilder und Aquarelle, die Zentralbibliothek Zürich in der Graphischen Sammlung ihren zeichnerischen und in der Handschriftenabteilung ihren literarischen Nachlass. Eine Dokumentation ihrer künstlerischen Arbeiten befindet sich im Schweizerischen Institut für Kunstwissenschaft (SIK) in Zürich. Ein im Aufbau befindliches Werkverzeichnis umfasst über 120 Werke (Stand 2019).